# Landskrona
Landskrona es una ciudad y puerto ubicada en la costa oeste de Suecia, en el estrecho de Oresund.

## Historia
La ciudad de Landskrona se fundó en Escania, entonces parte de Dinamarca, el mejor puerto natural, como un medio de política antihanseática para el rey Erico de Pomerania, destinada a competir con las ciudades danesas bajo dominio hanseático. 
Un monasterio de carmelitas fue fundado en 1410, donde a los comerciantes ingleses se les concedió el privilegio de una carta real en 1412, y el pueblo en sí fue fundado en 1413. Landskrona fue quemada por la Liga Hanseática en 1428.
La fundación se llevó a cabo en un lugar para un puerto pesquero, llamado entonces descrito Søndre Sæby ("Søndre" significa "sur"). Todavía hoy existe un puerto muy pequeño, justo al norte de la ciudad, conocido como Säby (Sæby en danés). Este fue probablemente el Nørre Sæby ("Nørre" significa "norte" en danés) en el comienzo del siglo XV, pero la localidad del sur se convirtió en la ciudad, por lo que desapareció la necesidad de distinguir entre el norte y el sur de Sæby. El nombre original de la ciudad fundada era oficialmente Landszkrone, pero cambió a Landskrone antes de 1450.
El pueblo apoyó al rey Cristián II de Dinamarca (1525) y se opuso a la Reforma en Dinamarca (1535), y en ambos casos se encontró entre los vencidos. El rey reformado Cristián III de Dinamarca se abstuvo, sin embargo, de las represalias, y en su lugar fundó un castillo para proteger el puerto. Este castillo, construido donde había un monasterio hasta la Reforma, se completó en 1560.

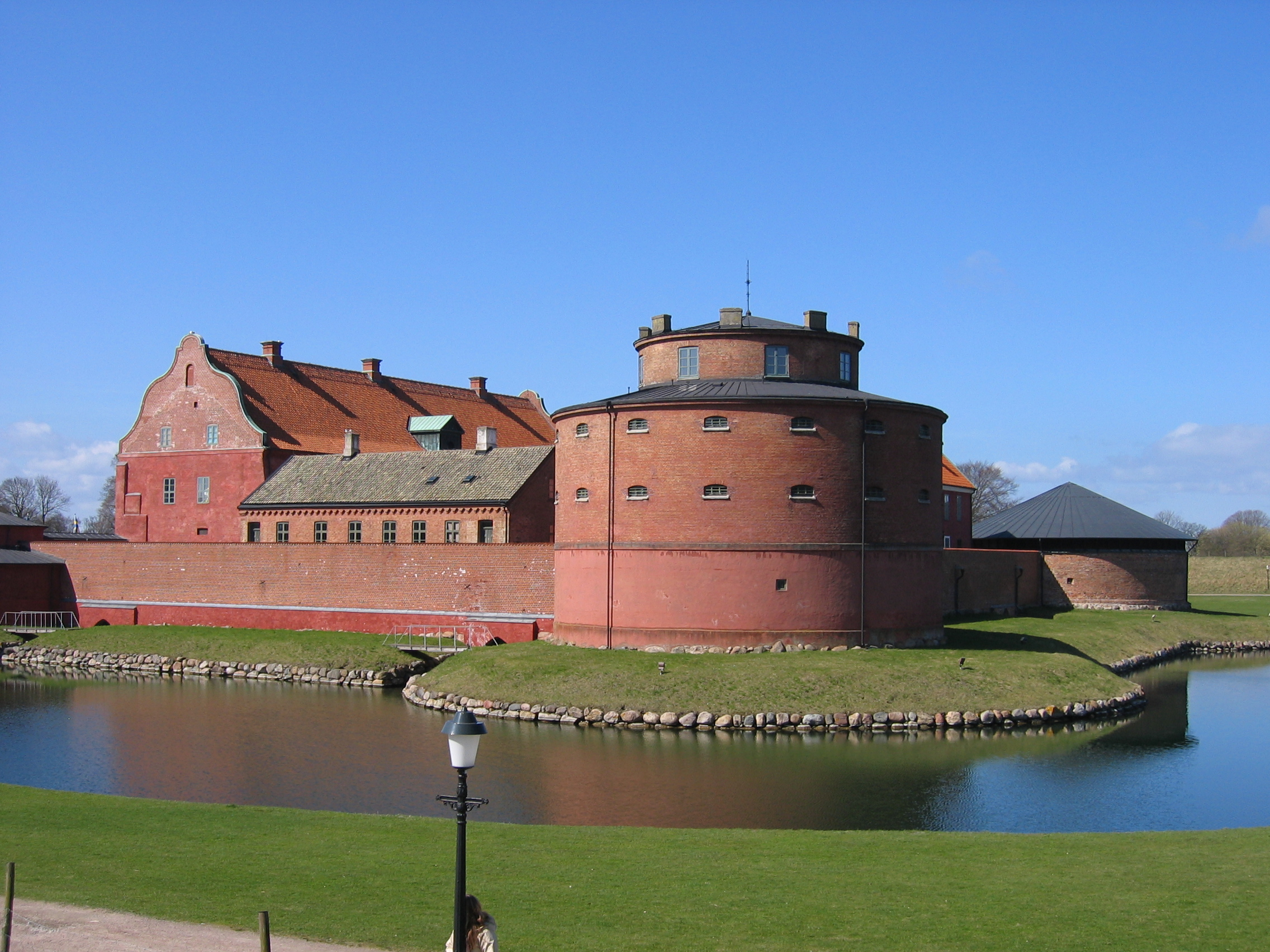
La ciudadela de Landskrona

Cuando Escania fue cedida a Suecia en 1658, el puerto y la fortaleza fueron los motivos para los planes de hacer Landskrona un centro comercial de los territorios adquiridos con privilegios extraordinarios para el comercio exterior. El castillo fue reforzado por bastiones y el área interior del foso ampliado a 400x400 metros. Este castillo fue considerado el más fuerte y más moderno en los países escandinavos, pero pasó temporalmente a los daneses después de un asedio comparativamente corto del 8 de julio al 2 de agosto de 1676. El comandante Jerónimo Lindeberg fue sentenciado, en consecuencia, a muerte por alta traición.
Había más planes para Landskrona que no se tomaron en cuenta por diversas razones. La continua guerra sueco-danesa favoreció a Karlskrona, situada a una distancia segura de Dinamarca, en sustitución de Landskrona como base naval. Las fortificaciones fueron demolidas, y Malmö sigue siendo la ciudad comercial más importante - a pesar de que carecía de un puerto hasta fines del siglo XVIII. Las fortificaciones en Landskrona se ampliaron considerablemente entre 1747 y 1788, pero fueron derruidas en 1822, tras lo cual se suprimió la guarnición en 1869. Las paredes y los fosos de las fortificaciones son hoy una hermosa zona de recreo, conocida comúnmente como la Ciudadela de Landskrona. En la parte septentrional hay una zona adjudicada a casas-jardín a finales del siglo XIX. Hoy es la más antigua de su tipo en Suecia.
Luego de la revolución industrial y la urbanización, la ciudad creció rápidamente. Durante la Primera Guerra Mundial se construyó un gran astillero, Öresundsvarvet. Pero después de la guerra, disminuyó el rápido crecimiento de Landskrona, mientras que las ciudades cercanas como Helsingborg, Lund y Malmö siguieron creciendo. A mediados de la década de 1970, el astillero tenía más de 3500 empleados - y la ciudad tenía solo 30.000 habitantes (38.000 en el municipio). Cuando el astillero cerró en 1983, comenzó una depresión de veinte 20 años de duración. Pero poco a poco la ciudad se ha recuperado. En 2001, se inauguró una nueva estación ferroviaria, lo cual fue muy importante para la ciudad, pues la antigua estación era una terminal de trenes solamente hacia el sur. La nueva estación se halla a lo largo del ferrocarril de doble via y alta velocidad entre Copenhague y Gotemburgo, y todos los trenes paran en la estación.
Durante muchos años había en Landskrona transbordadores a Copenhague. Después de que la última línea de ferry cerrase en 1993, bajó el tráfico de pasajeros con barcos de alta velocidad a Copenhague y terminó cuando se inauguró el puente de Oresund en el verano de 2000.

## Personas destacadas
Entre los personajes conocidos que tienen relación con Landskrona están el astrónomo Tycho Brahe, que vivió y trabajó allí entre 1576 y 1597, y la escritora Selma Lagerlöf, que trabajó como profesora, residiendo en la ciudad entre 1885 y 1895, y donde escribió su primera novela “La historia de Gösta Berling”.

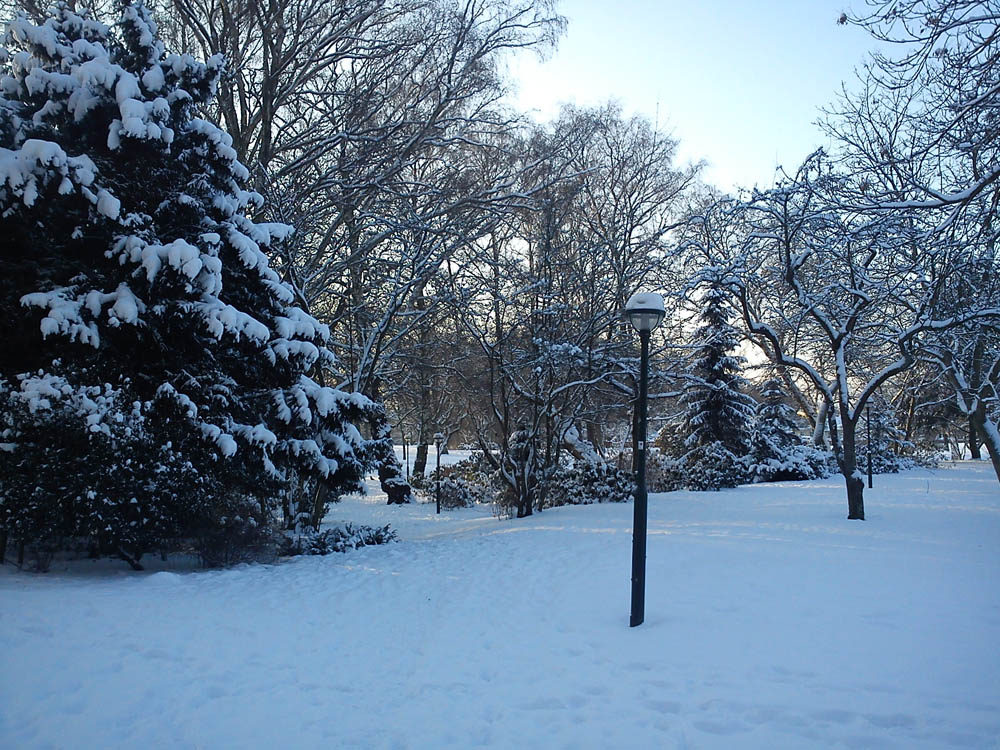
Invierno en Landskrona

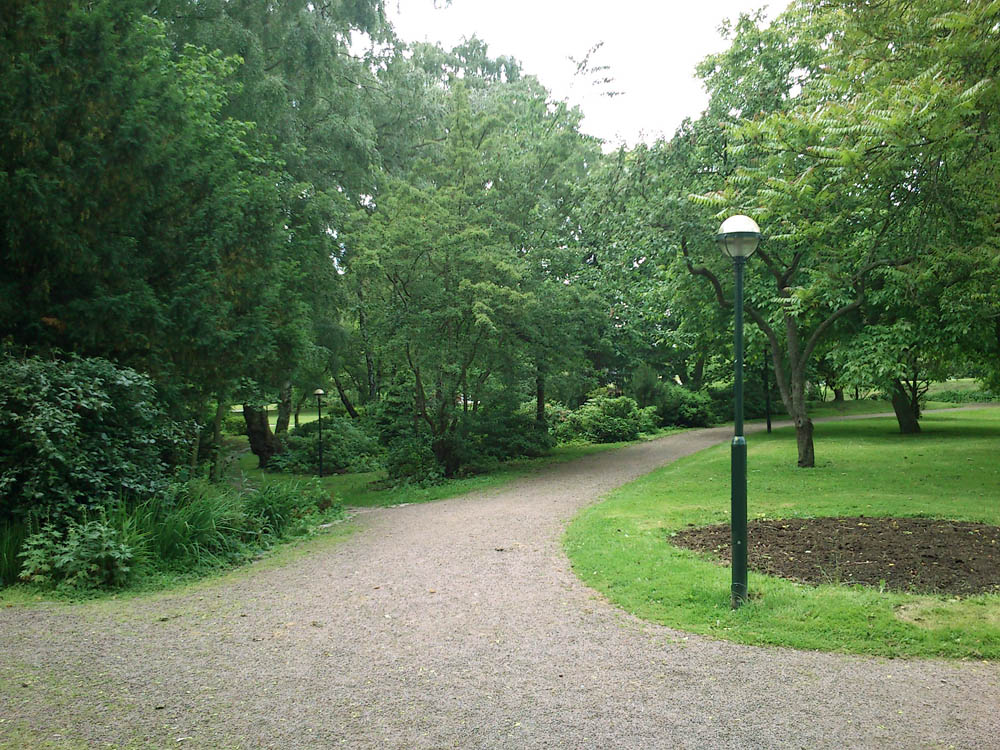
Verano en Landskrona

## Actualidad
La ciudad es la única en Suecia que cuenta con trolebuses, que fueron introducidos en el año 2003.